# Jan Zahrádka
Jan Zahrádka (též Hortensius či Pragenus) (18. listopadu 1501, Praha – 2. dubna 1557, tamtéž) byl český pedagog, matematik, astronom a teolog.
Studoval v Praze, Benátkách a v Padově. Vyučoval na Univerzitě Karlově, kde zastával různé úřady, mj. byl děkanem artistické fakulty či rektorem univerzity. V letech 1541–1542  byl administrátorem dolní konzistoře.
Byl pohřben v Betlémské kapli.